# 伪斜体
伪斜体是西文字体的一种样式，是在正常字体样式基础上，通过倾斜字体实现的一种字体样式。

## 概述

正体（Roman type）和斜体（italic type）并排显示的例子，可看出明显的字形变化。

同样的例子但使用伪斜体（oblique type），可看出字形未变化。

西文中有两种斜体：oblique type和 Italic type。倾斜时伴随着字形的变化的称为Italic（意大利体），而倾斜时单纯将原字体向右倾斜形变的称为Oblique type。中文语境下，经常将oblique type和 Italic type两者都译作「斜体」，并未细分。理论上说“斜体”应该是这两种字体的合称，
按照上述定义，中文（汉字）的斜体实际上都是单纯将字面从正方形改为平行四边形的“伪斜体”。传统排版中，汉字一般不使用斜体。电脑的普及给字体变形带来了极大方便，才将西文这一习惯延伸到中文中。例如，“维基百科”的斜体样式为“维基百科”。
人们对名称的混乱可能起始于字体设计师阿德里安·弗魯提格命名其开发的 Univers 和 Frutiger 字体。按照该观点，一般无衬线体通常是没有真正的斜体（即意大利体）的，但Gill Sans和Goudy Sans就是两个著名的例外。在微软Windows Vista附带字体中就有很多无衬线体拥有其斜体（意大利体），比如 Trebuchet MS 字体。
纯正的、字形经过设计师仔细加工的伪斜体数量很少（如Helvetica体、Univers体的家族成员），这些字形虽然倾斜但保持圈画的比例和直画的粗细。
绝大多数的伪斜体都没有这样加工过，尤其是在电脑显示上，当指令需要调用斜体却没有相应的斜体（意大利体）文件可以使用时，程序会自动强制性地将原字形加以倾斜，汉字的显示也是如此。所以相对于“真”斜体（意大利体）而言，这种电脑自动描绘的就成了“伪”斜体。